# Пронина (Ленинское сельское поселение)
Пронина — деревня в Кудымкарском районе Пермского края. Входила в состав Ленинского сельского поселения. Располагается на реке Горец южнее от города Кудымкара. Расстояние до районного центра составляет 31 км. Рядом с деревней проходит автодорога А153. По данным Всероссийской переписи населения 2010 года, в деревне проживало 37 человек (18 мужчин и 19 женщин).

## История
По данным на 1 июля 1963 года, в деревне проживало 183 человека. Населённый пункт входил в состав Ленинского сельсовета.